# José Rita
José Rita Bartolomeu Barrocal dos Mártires, meglio noto come Zé Rita (Vila Real de Santo António, 27 aprile 1932 – Alcobaça, 7 novembre 1977), è stato un calciatore portoghese, di ruolo portiere.